# Marco Lodoli
Marco Lodoli (Roma, 22 ottobre 1956) è uno scrittore, giornalista e insegnante italiano.

## Biografia
Ha studiato al Liceo Classico San Leone Magno di Roma con Walter Mauro, e tra i compagni di classe c'era anche lo scrittore Edoardo Albinati.  Laureato in lettere, insegna da decenni all'I.I.S. "Sandro Pertini - Giovanni Falcone" di Roma (Borghesiana).
Dapprima scrittore di poesie, è approdato alla prosa con il romanzo Diario di un millennio che fugge, che ha vinto il Premio Mondello opera prima, giudicato dalla critica il suo romanzo migliore. I temi ricorrenti nell'opera di Lodoli sono il viaggio e la morte, ma soprattutto il rapporto tra l'io e l'altro (il "diverso").
Dalle sue opere sono state tratte trasposizioni cinematografiche: Snack Bar Budapest è stato adattato nell'omonimo film di Tinto Brass. Da un racconto della raccolta Grande Raccordo è stato tratto il film Tobia al caffè di Gianfranco Mingozzi (2000). Il rosso e il blu è stato trasposto nel film omonimo di Giuseppe Piccioni (2012).
Collabora con La Repubblica, per la cui Cronaca di Roma firma la rubrica Isole, mentre, per l'edizione nazionale, è editorialista su temi che riguardano i giovani e la scuola.
Si è candidato alle elezioni amministrative del 2016 per la carica di consigliere capitolino nella lista "Giachetti Sindaco", a supporto della candidatura di Roberto Giachetti.

## Opere

### Prosa
- Un uomo innocuo, Trevi, 1978.
- Diario di un millennio che fugge, Roma, Theoria, 1986; Milano, Bompiani, 1990; prefazione di Pietro Citati, Torino, Einaudi, 1997.
- Snack Bar Budapest, con Silvia Bre, Milano, Bompiani, 1987; Torino, Einaudi, 2008.
- Quaranta, quarantuno, in 19 racconti per Rinascita, a cura di Ottavio Cecchi e Mario Spinella, Roma, Editrice l'Unità, 1987, SBN UBO0136104.
- Ponte Milvio, Rotundo, 1988.
- Grande Raccordo, Milano, Bompiani, 1989.
- I fannulloni, Torino, Einaudi, 1990.
- Crampi, Torino, Einaudi, 1992.
- Grande circo invalido, Torino, Einaudi, 1993.
- Calendarietto: due storie, Roma, Castelvecchi, 1994.
- I principianti. Crampi. Grande circo invalido. I fannulloni, Torino, Einaudi, 1994.
- Cani e lupi, Torino, Einaudi, 1995.
- Il vento, Torino, Einaudi, 1996.
- Boccacce, Milano, Il melangolo, 1997.
- I fiori, Torino, Einaudi, 1999.
- Fuori dal cinema. Il «Diario» di cento film, Torino, Einaudi, 1999.
- La notte, Torino, Einaudi, 2001.
- Zoe. canzoniere per una barboncina, Stampa alternativa, 2001; Venezia, Marsilio, 2010.
- I pretendenti. La notte. Il vento. I fiori, Torino, Einaudi, 2003.
- I professori e altri professori, Torino, Einaudi, 2003.
- Isole. Guida di Roma vagabonda, Torino, Einaudi, 2005.
- L'italiano con... Storie della vita. L'antologia come un romanzo, con Emanuele Trevi, Bologna, Zanichelli, 2005.
- Bolle, Torino, Einaudi, 2006. 19 racconti
- Roma. Il fascino dell'eternità, con Giancarlo Gasponi e Glauco Cartocci, Euroedit, 2007.
- Sorella, Torino, Einaudi, 2008.
- Il rosso e il blu, cuori ed errori nella scuola italiana, Torino, Einaudi, 2009.
- Italia, Torino, Einaudi, 2010.
- Gigi Baruffa, illustrato da Valerio Vidali, Roma, La nuova frontiera, 2011.
- Vapore, Torino, Einaudi, 2013.
- Vento forte tra i banchi , Trento, Erickson, 2013.
- Nuove isole. Guida vagabonda di Roma, Torino, Einaudi, 2014.
- Le promesse. Sorella. Italia. Vapore, Torino, Einaudi, 2015.
- L'eroe e la maga, Milano, Bompiani, 2016.
- Il fiume, Torino, Einaudi, 2016.
- Paolina, Torino, Einaudi, 2018.
- Il preside, Torino, Einaudi, 2020.
- Tanto Poco, Torino, Einaudi, 2024.

### Poesia
- Vabbè, Roma, Quaderni de La Nuova Pesa, 2021.

### Saggi
- Di cosa sono fatti i sogni, con Marco Malvaldi e Rosa Matteucci, Rai Libri, Roma, 2016.

### Traduzioni
- Ágota Kristóf, Ieri, Torino, Einaudi, 1997.
- Ágota Kristóf, Il Mostro e altre storie, Bellinzona, Casagrande, 2019, ISBN 978-88-771-3851-4.

## Premi e riconoscimenti
- 1986 – premio Mondello, con Diario di un millennio che fugge
- 1986 – Premio Procida-Isola di Arturo-Elsa Morante per l'opera prima (ex aequo)[1]
- 1990 – Premio Chiara, con Grande Raccordo (ex aequo con Guglielmo Zucconi)[2]
- 1991 – Premio Società dei Lettori, Lucca-Roma
- 1992 – Grinzane Cavour, con Cani e Lupi
- 1996 – Premio Palazzo al Bosco
- 1997 – Grinzane Cavour, Il vento
- 1999 – Premio Nazionale Letterario Pisa, con I fiori[3]
- 2000 – Premio Bergamo, con I fiori[4]
- 2011 – Premio Brancati, con Italia[5]

## Filmografia parziale
Attore
- Visioni di Palio (2004), documentario
- Zeldman, regia di Cosimo Messeri (2006), cortometraggio